# Sivice
Sivice är en ort i Tjeckien.   Den ligger i regionen Södra Mähren, i den östra delen av landet, 200 km sydost om huvudstaden Prag. Sivice ligger 278 meter över havet och antalet invånare är 979.
Terrängen runt Sivice är platt åt sydost, men åt nordväst är den kuperad. Terrängen runt Sivice sluttar söderut. Runt Sivice är det tätbefolkat, med 257 invånare per kvadratkilometer. Närmaste större samhälle är Brno, 12,7 km väster om Sivice. Trakten runt Sivice består till största delen av jordbruksmark.